# Liga Mistrzów EAFF 2019
Liga Mistrzów EAFF 2019 – pierwsza edycja klubowego międzynarodowego ampfutbolowego turnieju piłkarskiego zorganizowana przez European Amputee Football Federation, która odbyła się w Tbilisi 25 i 26 maja 2019 roku. Jego zwycięzcą został turecki Ortotek Gaziler S.K., który pokonał w finale rosyjski Dynamo Ałtaj 7-0. Trzecie miejsce zdobyła Legia Warszawa.
Królem strzelców z dziewięcioma bramkami został Turek Savaş Kaya (Ortotek Gaziler S.K.).

## Uczestnicy
- AFC Tbilisi
- Legia Warszawa
- Dynamo Ałtaj
- Ortotek Gaziler S.K.
- Cork City F.C.
- Everton F.C.

### Składy

#### Cork City F.C.
- Bramkarze: Fergal Duffy, Owen Corkery
- Obrońcy: David Saunders, Seán Murphy, Dónal Bligh
- Pomocnicy: Kevin Cahillane, Neil Hoey, Kevan O'Rourke, Stuart McEvoy
- Napastnicy: Patrick Hickey, Ruairí Murphy
- Trenerzy: Chris McDermott, John O’Flynn, Olan O’Mahony[3]

#### Legia Warszawa
- Bramkarze: Jakub Popławski, Piotr Kleśniak, Piotr Karczewski
- Obrońcy: Piotr Wykrota, Adrian Stanecki, Marcin Kusiński, Karol Zdzieborski, Bambgopa Abayomi
- Pomocnicy: Mateusz Kabała, Kamil Krzyjszczyk
- Napastnicy: Jakub Kożuch, Mateusz Żebrowski
- Trenerzy: Mateusz Szczepaniak, Radosław Kokoszka[4]

## Mecze

### Faza grupowa

#### Grupa A
| 25 maja 2019 10:30 (UTC+04:00) | AFC Tbilisi | 1:6 | Dynamo Ałtaj | Tbilisi, Gruzja · |
|                                |             |     |              |                   |

| 25 maja 2019 13:45 (UTC+04:00) | Dynamo Ałtaj | 3:0(1:0) | Cork City F.C. | Tbilisi, Gruzja · |
|                                |              |          |                |                   |

| 25 maja 2019 17:00 (UTC+04:00) | AFC Tbilisi | 0:0 | Cork City F.C. | Tbilisi, Gruzja · |
|                                |             |     |                |                   |

| Zespół         | Pkt | M | W | R | P | Br+ | Br− | +/− |
| -------------- | --- | - | - | - | - | --- | --- | --- |
| Dynamo Ałtaj   | 6   | 2 | 2 | 0 | 0 | 9   | 1   | +8  |
| Cork City F.C. | 1   | 2 | 0 | 1 | 1 | 0   | 3   | -3  |
| AFC Tbilisi    | 1   | 2 | 0 | 1 | 1 | 1   | 6   | -5  |

#### Grupa B
| 25 maja 2019 11:45 (UTC+04:00) | Everton F.C. · Steve Johnson 14' | 1:2(1:0) | Legia Warszawa · 37' Adrian Stanecki · 44' Jakub Kożuch | Tbilisi, Gruzja · |
|                                |                                  |          |                                                         |                   |

| 25 maja 2019 15:00 (UTC+04:00) | Legia Warszawa | 0:5(0:2) | Ortotek Gaziler S.K. | Tbilisi, Gruzja · |
|                                |                |          |                      |                   |

| 25 maja 2019 18:15 (UTC+04:00) | Everton F.C. | 0:7 | Ortotek Gaziler S.K. | Tbilisi, Gruzja · |
|                                |              |     |                      |                   |

| Zespół               | Pkt | M | W | R | P | Br+ | Br− | +/− |
| -------------------- | --- | - | - | - | - | --- | --- | --- |
| Ortotek Gaziler S.K. | 6   | 2 | 2 | 0 | 0 | 12  | 0   | +12 |
| Legia Warszawa       | 3   | 2 | 1 | 0 | 1 | 2   | 6   | -4  |
| Everton F.C.         | 0   | 2 | 0 | 0 | 2 | 1   | 9   | -8  |

### Faza finałowa

#### Drabinka
|  | Półfinały | Półfinały            | Półfinały |  |  | Finał      | Finał                | Finał      |
|  |           |                      |           |  |  |            |                      |            |
|  | A1        | Dynamo Ałtaj         | 4         |  |  |            |                      |            |
|  | B2        | Legia Warszawa       | 1         |  |  |            |                      |            |
|  |           |                      |           |  |  |            | Dynamo Ałtaj         | 0          |
|  |           |                      |           |  |  |            | Ortotek Gaziler S.K. | 7          |
|  | B1        | Ortotek Gaziler S.K. | 8         |  |  |            |                      |            |
|  | A2        | Cork City F.C.       | 0         |  |  | Mały finał | Mały finał           | Mały finał |
|  |           |                      |           |  |  |            |                      |            |
|  |           |                      |           |  |  |            | Legia Warszawa       | 3          |
|  |           |                      |           |  |  |            | Cork City F.C.       | 2          |

### Półfinały
| 26 maja 2019 10:00 (UTC+04:00) | Dynamo Ałtaj · ? 3' · Szukurow 11' · Igor Żylin 40' · Dmitrij Udałow 49' | 4:1(2:0) | Legia Warszawa · 30' Marcin Kusiński | Tbilisi, Gruzja · |
|                                |                                                                          |          |                                      |                   |

| 26 maja 2019 11:30 (UTC+04:00) | Ortotek Gaziler S.K. | 8:0(2:0) | Cork City F.C. | Tbilisi, Gruzja · |
|                                |                      |          |                |                   |

### Mecz o piąte miejsce
| 26 maja 2019 13:00 (UTC+04:00) | AFC Tbilisi | 0:4(0:1) | Everton F.C. | Tbilisi, Gruzja · |
|                                |             |          |              |                   |

### Mecz o trzecie miejsce
| 26 maja 2019 14:30 (UTC+04:00) | Legia Warszawa · Jakub Kożuch 2', 28' · Mateusz Kabała 42' | 3:2(1:2)Raport | Cork City F.C. · 5' ? · 22' (k) ? | Tbilisi, Gruzja · |
|                                |                                                            |                |                                   |                   |

### Finał
| 26 maja 2019 17:00 (UTC+04:00) | Ortotek Gaziler S.K. | 7:0(2:0) | Dynamo Ałtaj | Tbilisi, Gruzja · |
|                                |                      |          |              |                   |